# Laxtobisfiskar
Laxtobisfiskar (Paralepididae) är en familj av fiskar. Laxtobisfiskar ingår i ordningen laxtobisartade fiskar (Aulopiformes). Enligt Catalogue of Life omfattar familjen Paralepididae 58 arter.
Familjens medlemmar förekommer i havsområden över hela världen. Deras ryggfena ligger bakom kroppens mitt. Arterna saknar fjäll och simblåsa. Kroppslängden går upp till cirka 1 meter.
Släkten enligt Catalogue of Life, Dyntaxa och Fishbase:
- Arctozenus
- Dolichosudis
- Lestidiops
- Lestidium
- Lestrolepis
- Macroparalepis
- Magnisudis
- Notolepis
- Paralepis
- Stemonosudis
- Sudis
- Uncisudis